# Atmea
Atmea je sodelovanje francoske Areve in japonskega Mitsubishi Heavy Industries. Skupaj bosta razvila tlačnovodni reaktor III. generacije - Atmea 1. Pogodbo o sodelovanju so podpisali 19. oktobra 2006.Vsaka družba naj bi prispevala svoje znanje in izkušnje.
ATMEA1 ima električno moč 1100 MWe, manj kot Arevin EPR (1600 MW) ali pa Mitsubishijev APWR (1700 MW). Reaktor je zasnovan za 60-letno življenjsko dobo.
3. maja 2013 so podpisali pogodbo s Turčijo o štirih jedrskih reaktorjih Atmea 1 v jedrski elektrarni Sinop. Gradnja se bo začela leta 2017, obratovanje pa 2023.